# Молотніково
Мо́лотніково (рос. Молотниково) — село у складі Котельницького району Кіровської області, Росія. Адміністративний центр Молотніковського сільського поселення.
Населення становить 376 осіб (2010, 505 у 2002).
Національний склад станом на 2002 рік — росіяни 94 %.